# Tsumugi Kotobuki
Tsumugi Kotobuki (琴吹 紬?, Kotobuki Tsumugi) è una delle protagoniste, componenti del gruppo Ho-kago Tea Time, della serie manga e anime K-On!. Il cognome del personaggio è ispirato a quello del musicista Hikaru Kotobuki.

## Il personaggio
Tsumugi, spesso chiamata 'Mugi' dai suoi amici, è una ragazza di famiglia ricca dotata di modi gentili e di una personalità dolce, che suona una tastiera Korg Triton Extreme 76-key, benché nella sigla finale della prima stagione dell'anime la si vede suonare una keytar Korg RK-100 keytar. Inizialmente, Mugi aveva intenzione di unirsi al club del coro, ma alla fine si unita al club di musica leggera dopo aver ricevuto un invito e l'incoraggiamento di Mio e Ritsu. Tsumugi è considerata un prodigio al pianoforte, dato che lo suona sin dall'età di quattro anni ed ha vinto numerosi concorsi. Mugi ha capelli biondi e lunghi mossi, ed occhi azzurri. È la figlia del presidente di un'importante azienda e la sua famiglia possiede numerose ville in varie città in tutto il Giappone (e persino una in Finlandia). Dato che suo padre è anche proprietario di un caffè, Mugi spesso porta dolci e confetteria al club, inoltre si occupa di fare diligentemente il tè alle sue amiche e di servirlo in un servizio da tè di grande valore e di sua proprietà, prestato al club. Nonostante la sua condizione economica agiata, Mugi trova molto divertenti le attività "normali" delle sue amiche, come mangiare al fast food, fare qualche lavoretto part time e persino trattare sul prezzo. Tsumugi di tanto in tanto mostra un proprio lato ribelle, ben lontano dal suo normale comportamento educato e gentile, lasciando quasi sempre stupite le sue compagne.
Benché Mugi è una ragazza dolce e gentile, è spesso stranamente affascinata dalla stretta interazione di due ragazze, finendo spesso per perdersi in fantasie di genere pseudo-yuri nella propria testa, cosa che anche Mio e Ritsu trovano molto imbarazzante. Nel manga viene lasciato intendere che Mugi ha una cotta per la loro professoressa, Sawako Yamanaka. Nonostante sembra essere tollerante per un infinito numero di cose, Mugi è piuttosto sensibile relativamente al proprio peso, di cui è pienamente cosciente (proprio come Mio), e diventa particolarmente ansiosa quando la servitù di casa è troppo invadente nei confronti delle sue amiche, quando sono a casa sua. Più avanti nella serie Tsumugi imparerà a suonare la chitarra da Azusa.